# Dwa-pięć-jeden
Dwa-pięć-jeden, II-V-I, kadencja jazzowa – podstawowa kadencja w muzyce jazzowej (występująca jednak również w harmonii rozrywkowej i klasycznej) stosująca akordy oparte kolejno o drugi, piąty i pierwszy stopień skali.
W tonacji durowej, na przykład C-dur, gdzie występują następujące dźwięki: 
C(I), 
D(II), 
E(III),
F(IV), 
G(V), 
A(VI), 
H(VII), pochód dwa-pięć-jeden będzie oparty na dźwiękach D, G, C. Po zbudowaniu czterodźwięków na tych stopniach uzyskamy: akord d-moll septymowy (Dm7), dominantę septymową G (G7) oraz akord C-dur septymowy z septymą wielką (CMaj7 czyli C∆).
W tonacji mollowej, na przykład a-moll, czyli: 
A(I), 
H(II), 
C(♭III),
D(IV), 
E(V), 
F(♭VI), 
G(♭VII), pochód oparty będzie na dźwiękach H, E, A. Po zbudowaniu czterodźwięków na tych stopniach uzyskamy: akord h półzmniejszony (B∅ według nomenklatury amerykańskiej), dominantę septymową E (E7; w moll często jako pięciodźwięk z noną małą, czyli E7♭9) oraz akord a-moll septymowy (Am7).
W harmonii jazzowej stosunkowo często zdarza się, że mollowe II-V rozwiązywane jest na durowe I i vice versa. Dla przykładu, mollowe II-V z 12. taktu standardu "Alone Together" rozwiązuje się na akord D-dur w takcie 13.
W fakturze polifonicznej, kadencję II-V-I zrealizować można na przykład poprzez:
- Układ chopinowski
- Układ Ravela

Określenia te dotyczą konkretnych pozycji i przewrotów kolejnych akordów. W jazzowej praktyce wykonawczej stosuje się wiele różnych układów i alteracji, a ich użycie jest w dużej mierze improwizowane.
Historycznie, kadencja II-V-I pojawiła się w jazzie jako rozszerzenie kadencji V-I, toteż praktycznie każdy akord dominantowy w standardzie jazzowym może być zastąpiony sekwencją II-V.